# エリマキキツネザル属
エリマキキツネザル属（エリマキキツネザルぞく、Varecia）は、霊長目キツネザル科に含まれる属。

## 分布
マダガスカル北東部

## 形態
体長50 - 55センチメートル。尾長60 - 65センチメートル。体重3 - 4.5キログラム。キツネザル科内では大型。頸部周辺の体毛が伸長する。吻は突出する。

## 分類
属名Vareciaは生息地での呼称を省略したvari-か、シロクリエリマキキツネザルの種小名variegataと同義で「いろいろな」の意が由来と考えられている。
以前はエリマキキツネザルV. variegataのみで本属を構成していた。2001年にエリマキキツネザルの亜種を独立種とし、本属を2種で構成する説が提唱された。
以下の分類・英名は相見・小山(2006)・Groves(2005)、和名は相見・小山(2006)に従う
- Varecia rubra アカエリマキキツネザル Red ruffed lemur
- Varecia variegata クロシロエリマキキツネザル Black-and-white ruffed lemur

## 生態
2 - 5頭の群れを形成して生活するが、地域変異もありまれに行動圏を共有したペアからなる16頭までの群れを形成することもある。昼行性だが、薄明薄暮性傾向も強い。
花の蜜、果実、種子、葉などを食べる。タビビトノキの蜜を好み、分布が重複することから授粉者として共進化したとする説もある。
5 - 7月に交尾を行い、妊娠期間は90 - 102日。木の葉や枝・蔓などを組み合わせた巣を作り、2頭の幼獣を産む。出産後に母親は幼獣を巣に置いたまま活動し、生後1 - 2週間になると幼獣を咥えて移動するようになるが採食中は樹上に幼獣を放置する。3分の2の幼獣は生後3か月以内に滑落などにより死亡してしまう。

## 人間との関係
生息地ではvarikandana、varikandra、varigeneraなどと呼称される。
生息地の破壊、食用やペット用の乱獲により生息数は減少している。

## 画像

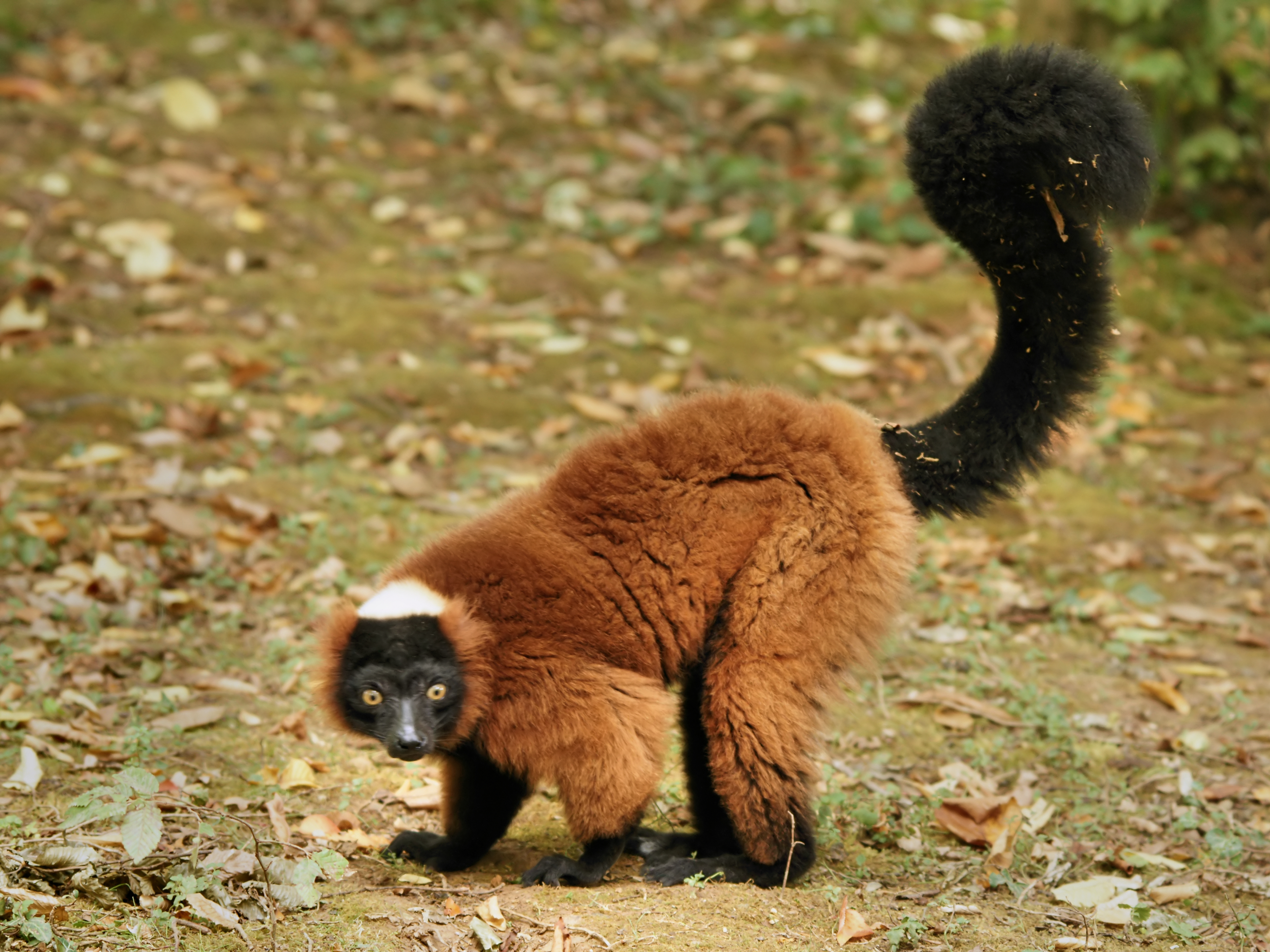
アカエリマキキツネザル V. rubra